# Huxley (cràter)

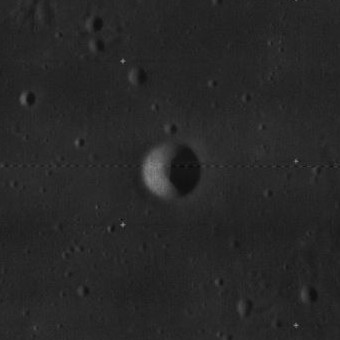
Fotografia de la missió Lunar Orbiter 4 (1967)

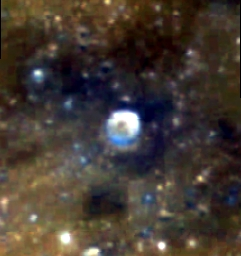
Fotografia de la missió Clementine (1994)

Huxley és un petit cràter d'impacte lunar situat en l'entrada oriental de la Mare Imbrium, just al nord dels Montes Apenninus. Al sud-est d'aquest sistema muntanyenc es troba Mons Ampère. Aquest cràter va ser prèviament identificat com Wallace B abans de ser canviat el nom per la UAI. El cràter Wallace es troba cap a l'oest.

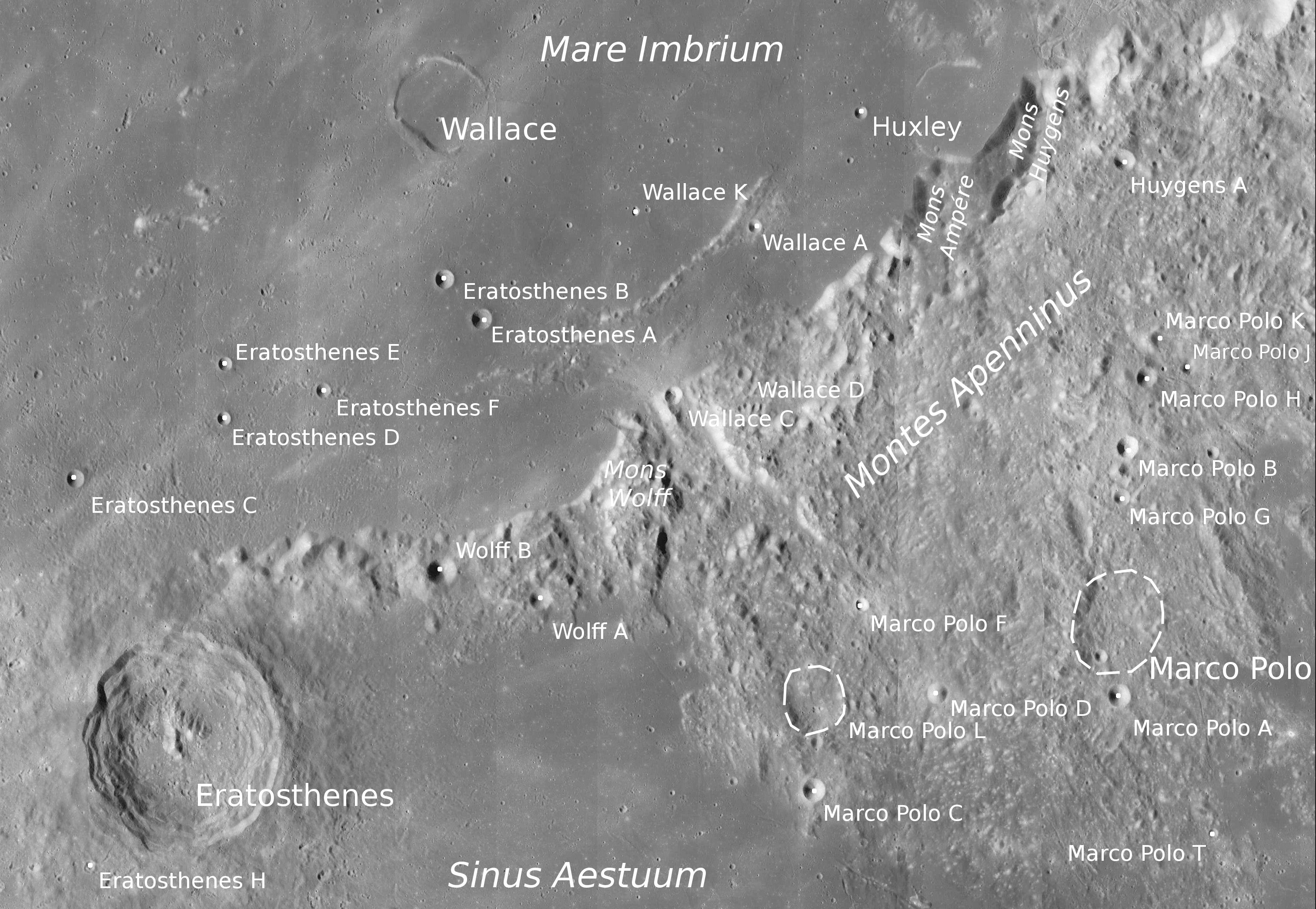
Localització d'Huxley (quadrant
superior serecho). Fotografia de la missió LRO.